# Mémorial Zoungbodji
Le Mémorial Zoungbodji est un mémorial sur la route historique de l'esclavage à Ouidah au 
Bénin.

## Description
Le Mémorial Zoungbodji est  une place de symbole et de douleur. 

C'est un édifice près de la fosse commune d'esclaves morts sur les cotes du Bénin et n'ayant pu faire la traversée dans la cadre du commerce des esclaves.  
| Vidéo externe |                                                                                        |
|               | Souvenir de la traite négrière : la mémoire entretenue a Ouidah 24 août 2020 ORTB Info |

## Localisation
Le Mémorial Zoungbodji est située à proximité de Fosse commune, route des esclaves, et proche de Arbre du Non-Retour.